# Not Like Us
«Not Like Us» — дисс-трек (прояв неповаги щодо іншого артиста), написаний і записаний американським репером Кендріком Ламаром. Випущений 4 травня 2024 року на лейблі Interscope Records під час широко розрекламованої суперечки з канадським репером Дрейком. Це був п'ятий з серії дисс-треків Ламара, спрямованих на Дрейка. Прем'єра відбулася менш ніж через 20 годин після його попереднього синглу «Meet the Grahams». «Not Like Us», в основному спродюсована Mustard за участі Sounwave і Шона Момбергера, — це хіп-хоп пісня Західного узбережжя під впливом гайфі, яка складається з помітної басової лінії з живими, синтезованими струнними та звуків клацання пальцями. В тексті пісні продовжуються теми, вперше представлені в «Знайомстві з Грехемами», зокрема, звинувачення Дрейка в педофілії та сексуальних домаганнях, а також критика його культурної ідентифікації і стосунків з артистами з Атланти.
Композиція «Not Like Us» була зустрінута широким схваленням музичних критиків і шанувальників, які вважали, що вона зміцнила перемогу Ламара в конфлікті. Багато хто вважає її найкращим дисс-треком у суперечці та одним із найкращих дисс-треків в історії. Ця пісня розпалила розмови про расу та культурне привласнення, сприймалася як гімн Західного узбережжя та вплинула на різні сектори масової культури. «Not Like Us» побила кілька рекордів на потоковій платформі Spotify і стала четвертою піснею Ламара, що очолила американський хіт-парад Billboard Hot 100. Ця пісня найдовше займала першу позицію у чартах Hot Rap Songs і Hot R&B/Hip-Hop Songs, а також потрапила до двадцятки найкращих в Австралії, Канаді та кількох європейських країнах.
Ламар вперше виконав пісню «Not Like Us» під час концерту The Pop Out: Ken & Friends, де трек прозвучав п'ять разів поспіль. Супровідний музичний кліп, знятий Дейвом Фрі та Ламаром, був випущений у День Незалежності США. «Not Like Us» — це пісня з найбільшою кількістю титулів в історії премії «Греммі», яка здобула перемогу в усіх п'яти номінаціях на 67-й церемонії: «Запис року», «Пісня року», «Найкраще реп-виконання», «Найкраща реп-пісня» та «Найкраще музичне відео». Ламар став другим репером, який переміг у перших двох категоріях, приєднавшись до Childish Gambino, який досягнув цього із композицією «This is America» у 2019 році.